# Sergio Gadea

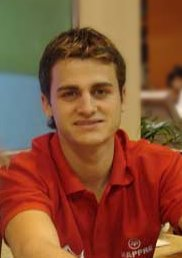
Sergio Gadea.

Sergio Gadea Panisello (Puçol, 30 december 1984) is een Spaans motorcoureur.
Gadea maakte in 2003 zijn debuut in de 125cc-klasse van het wereldkampioenschap wegrace met een wildcard tijdens de Grands Prix van Spanje, Catalonië, Portugal en Valencia op een Aprilia. In 2004 maakte hij zijn fulltime debuut in het kampioenschap. In de eerste helft van het seizoen scoorde hij geen punten, maar vanaf de Grand Prix van Duitsland eindigde hij regelmatig op een puntenpositie met een vijfde plaats tijdens de laatste Grand Prix in Valencia als hoogtepunt. In 2005 behaalde hij in Frankrijk zijn eerste podium en stond in Valencia voor het eerst op pole position, maar viel in deze race uit. Nadat hij in 2006 meerdere podiumplaatsen behaalde en als vijfde in het kampioenschap eindigde, won hij in 2007 in Frankrijk voor het eerst een Grand Prix. Ook in Qatar in 2008 en bij de TT van Assen in 2009 won hij races, voordat hij in 2010 overstapte naar de Moto2-klasse op een Pons Kalex. In Italië eindigde hij op het podium, maar wist in de rest van de races niet hoger te eindigen dan zesde. Hierop keerde hij in 2011 terug in de 125cc op een Aprilia en na podiumplaatsen in Qatar en Assen werd hij opgeroepen om Carmelo Morales te vervangen op een Moriwaki vanaf de race in Aragón. Tijdens zijn tweede race in Japan raakte hij echter geblesseerd en kon het seizoen niet afmaken. In 2012 had hij geen vast kampioenschap, maar nam wel deel tijdens het wereldkampioenschap superbike-weekend op het Autodromo Nazionale Monza. In 2013 keerde hij terug naar de Moto2-klasse om tijdens de eerste Grand Prix in Qatar de geblesseerde Thomas Lüthi te vervangen op een Suter.